# Staatloosheid
Staatloosheid, ook wel stateloosheid genoemd, is het ontbreken van een nationaliteit. Ten minste 10 miljoen mensen wereldwijd zijn staatloos.

## VN-verdrag
De Verenigde Naties besloten in verband met de onwenselijkheid van staatloze niet-vluchtelingen in 1954 het Verdrag betreffende de status van staatlozen op te stellen. De definitie van een staatloos persoon volgens dit Verdrag is: een persoon die door geen enkele staat, krachtens diens wetgeving, als onderdaan wordt beschouwd.
De staatloze bestaat als het ware juridisch niet. Wie geen nationaliteit heeft wordt door geen enkele overheid erkend. Dit houdt onder andere in dat men geen paspoort of andere documenten krijgt waardoor men niet (internationaal) kan reizen, maar ook geen andere identiteitsdocumenten of rijbewijs. In principe betekent dit dat men ook niet in aanmerking komt voor een verblijfsvergunning en dus door iedere overheid het land kan worden uitgezet. Men kan geen registergoederen verkrijgen en geen erfgenaam zijn. Verder heeft men geen recht op sociale voorzieningen en kan men zich niet registreren in het bevolkingsregister. Hierdoor zullen ook de (witte) betaalde banen in principe niet meer tot de mogelijkheden behoren en kan men zich niet verzekeren. Men kan zelfs geen bankrekening openen en daarom geen telefoonnummer krijgen. Hierdoor behoren zelfs social media op internet niet tot de mogelijkheden. Men is kortom vogelvrij en beroofd van iedere mogelijkheid een bestaan op te bouwen.
Tweeënveertig staten, waaronder Nederland en België, proberen staatlozen zo veel mogelijk rechten en vrijheden te verlenen die mensen met een nationaliteit ook hebben. In 1961 werd de Conventie voor het Verminderen van Stateloosheid van kracht die bijvoorbeeld bepaalde dat kinderen van staatlozen het recht kregen op de nationaliteit van het land van geboorte. Nederland en zestien andere staten hebben dit verdrag geratificeerd. In artikel 11 van deze Conventie wordt gesteld dat vluchtelingenorganisatie UNHCR een instantie moet oprichten die staatlozen helpt bij het bewijzen van hun stateloosheid, een instantie die overigens nooit is opgericht. Beide verdragen bepalen dat staatlozen opgevangen dienen te worden.
De Universele Verklaring van de Rechten van de Mens stelt in artikel 15:
1. Een ieder heeft het recht op een nationaliteit.
2. Aan niemand mag willekeurig zijn nationaliteit worden ontnomen, noch het recht worden ontzegd om van nationaliteit te veranderen.

## Nederland
Volgens het Ministerie van Justitie en Veiligheid waren in Nederland in 2022 zo'n 6.000 mensen als staatloos geregistreerd in de Basisregistratie Personen (BRP); dat is maar een deel van de 30.000 personen van wie de nationaliteit onbekend is in de BRP. Een wetsvoorstel (35.687) tot invoering van een gerechtelijke vaststellingsprocedure is aanhangig.

### Zoeaven en Spanjestrijders
Veel van de naar Nederland terugkerende Pauselijke Zoeaven raakten hun staatsburgerschap kwijt, omdat ze tussen 1860 en 1870 in vreemde krijgsdienst waren getreden zonder hiervoor toestemming aan koning Willem III te vragen.
De Nederlandse strijders in dienst van de Internationale Brigades tijdens de Spaanse Burgeroorlog (1936-1939) overkwam hetzelfde. Hen werd bij terugkomst hun staatsburgerschap ontnomen, omdat zij hadden gediend in een vreemde krijgsmacht.

### Anne Frank
Op 25 november 1941 trad het nieuwe Reichsbürgergesetz in werking waarmee Duitse Joden die in het buitenland verbleven, zoals Anne Frank, hun staatsburgerschap ontnomen werd. Na het kwijtraken van hun Duitse nationaliteit werden ze later, als ze niet met succes konden onderduiken, als staatloos burger naar concentratiekampen gestuurd.
Tijdens de voorrondes van De grootste Nederlander, een tv-programma in 2004, werd voorgesteld Frank postuum de Nederlandse nationaliteit te verlenen, iets dat overigens wettelijk niet kan daar dit alleen kan worden verleend aan levende personen.

### Molukkers
Na de politionele acties en de erkenning van de onafhankelijkheid van Indonesië in 1949 kreeg Nederland te maken met een grote groep Molukkers die staatloos waren. Doordat zij in het KNIL gediend hadden aan de zijde van de Nederlanders, konden zij niet in Indonesië blijven. In Nederland echter wilden zij de Nederlandse nationaliteit niet aannemen, omdat zij wilden vasthouden aan een terugkeer naar de onafhankelijke Republiek der Zuid-Molukken. In 1976 werd door middel van een speciale wet (Wet betreffende de positie van Molukkers) geregeld dat de Molukkers recht hadden op een Nederlands paspoort, maar zij hun staatloosheid niet hoefden op te geven.

### Staatloosheid als gevolg van een conflict van beginselen
In Nederland is het Jus sanguinis beginsel van toepassing. Hierbij wordt de nationaliteit van het kind bepaald door de nationaliteit van (een van) de ouders. In andere landen, zoals de Verenigde Staten, Canada en Latijns-Amerika, wordt het Jus soli (of Ius Loci) beginsel gevolgd, waarbij de nationaliteit van het kind wordt bepaald door de plaats waar het is geboren. Vóór de invoering van de Rijkswet op het Nederlanderschap in 1984 kon een kind van wie de moeder, maar niet de vader, de Nederlandse nationaliteit bezat staatloos zijn, indien de staat van de vader het Jus soli beginsel volgde terwijl het kind in een staat geboren was die niet het Jus soli beginsel volgde. Het kind had enerzijds niet de Nederlandse nationaliteit omdat de vader niet de Nederlandse nationaliteit bezat en anderzijds niet de nationaliteit van de vader omdat het kind niet geboren was op het grondgebied van de staat waarvan de vader de nationaliteit had. Na de invoering van de Rijkswet op het Nederlanderschap behoeft staatloosheid als gevolg van zo’n conflict van beginselen zich niet meer voor te doen, omdat het kind onder omstandigheden de Nederlandse nationaliteit verkrijgt als gevolg van bloedverwantschap via moederszijde. Een in Nederland geboren kind van een Nederlandse vader en een niet-Nederlandse moeder die niet getrouwd zijn is staatloos als de vader het kind niet voor de geboorte erkend heeft en de moeder staatloos is of als de staat van de moeder het Jus Soli volgt of het Jus Sanguinis alleen voor mannen toepast.

### Ayaan Hirsi Ali
In 2006 kwam de staatloosheid in het nieuws door de paspoortaffaire omtrent Ayaan Hirsi Ali. Doordat minister Verdonk de Nederlandse nationaliteit aan Ali wilde ontnemen, had Ali hiermee staatloos kunnen worden; Ali behield de Nederlandse nationaliteit.

### In vreemde krijgsdienst treden
Nederlanders die in militaire dienst gaan bij een vreemde mogendheid, verliezen hierbij hun Nederlanderschap indien deze vreemde mogendheid strijdt tegen het Koninkrijk. Nederlanders die bijvoorbeeld in de Tweede Wereldoorlog in dienst gingen bij de nazi's werd na de oorlog hun Nederlanderschap ontnomen. Ook Poncke Princen, een Nederlander die deserteerde tijdens de Politionele Acties in Nederlands-Indië, verloor zijn Nederlanderschap. Hij verkreeg het Indonesisch staatsburgerschap waardoor hij niet staatloos bleef.
Vóór 1984 luidde de wet echter Nederlanderschap wordt verloren [...] 4. door zonder Ons verlof zich te begeven in vreemde krijgs- of staatsdienst; Dus bijvoorbeeld ook wetenschappelijke onderzoekers die korte tijd in dienst van een laboratorium voor zonne-energie in de VS traden, verloren soms nietsvermoedend hun paspoort als zij niet eerst daarvoor toestemming gevraagd hadden. Bij het indienen van een nederig verzoek aan Hare Majesteit kregen zij in de regel hun staatsburgerschap terug.

## Rusland en de voormalige Sovjet-Unie
Na de Russische Revolutie vluchtten vele Russen naar het buitenland. Middels een decreet werd door het nieuwe bolsjewistische bewind hun Russisch staatsburgerschap ontnomen. De Volkenbond kwam in de jaren 20 van de 20e eeuw onder meer voor deze grote groep met het nansenpaspoort. Door het uiteenvallen van de Sovjet-Unie in 1991 verloren de inwoners van de Sovjetrepublieken ook de Sovjetnationaliteit. Niet iedereen verwierf daarna vervolgens de nationaliteit van de nieuwe staat waarin men woonde, onder andere wegens de eisen die aan de taalvaardigheid gesteld werden. Met name in Estland en Letland werden daardoor veel leden van de Russische minderheid staatloos.

## (Nazi-)Duitsland

### Albert Einstein
Een van de bekendste staatlozen was de Duitse wetenschapper Albert Einstein. Hij werd dit in 1896. De reden hiervoor is dat hij de Duitse dienstplicht wilde ontlopen. Later, in 1901, heeft Albert Einstein de Zwitserse nationaliteit aangenomen.

### Joden
Op 25 november 1941 trad het nieuwe Reichsbürgergesetz in werking waarmee Duitse Joden die in het buitenland verbleven hun staatsburgerschap ontnomen werd. Na het kwijtraken van hun Duitse nationaliteit werden ze later, als ze niet met succes konden onderduiken, als staatloos burger naar concentratiekampen gestuurd.

### Ontneming van staatsburgerschap
Wie meningen had verspreid, of boeken of toneelstukken had geschreven, die de kopstukken van nazi-Duitsland onwelgevallig waren, kon van landverraad worden beschuldigd en het Duitse staatsburgerschap verliezen. Een bekend voorbeeld is de schrijver Erich Maria Remarque, auteur van de antioorlogsroman Im Westen nichts Neues, aan wie in 1938 het staatsburgerschap werd ontnomen en die in 1947, na negen jaar staatloosheid, Amerikaans staatsburger werd. Er waren ook manieren om de staatloosheid te vermijden. Toen de nazi-regering Erika Mann in juni 1935 de Duitse nationaliteit afnam nadat zij de nazi's bespot had met het satirische cabaret Die Pfeffermühle, is zij slechts vier dagen staatloos geweest. Ze sloot snel een gelegenheidshuwelijk met de dichter W.H. Auden om aan een Brits paspoort te komen.

## Vluchtelingen en illegalen
Vluchtelingen en illegalen verliezen vaak hun oorspronkelijke nationaliteit terwijl ze ook de nationaliteit van hun woonland niet kunnen verwerven. Ook hun kinderen krijgen de nationaliteit van hun geboorteland niet als dat land het Jus soli alleen toepast als de ouders legaal in het land wonen. Daardoor zijn er veel Haïtianen in de Dominicaanse Republiek en Birmezen in Thailand staatloos geworden.

## Brazilië en de wet voor de staatlozen
Brazilië is een van de weinige landen ter wereld die bij wet het staatsburgerschap openstellen voor staatlozen. Maha en Souad Mamo, die vier jaar als vluchteling in Brazilië hebben gewoond, zijn de eerste staatlozen die door de Braziliaanse staat zijn erkend na de nieuwe migratiewet, die in 2017 in werking is getreden. De nieuwe migratiewetgeving biedt beschermende maatregelen voor staatlozen en vergemakkelijkt de sociale integratie en naturalisatie van burgers zonder thuisland. De wetgeving is in overeenstemming met de internationale conventies met betrekking tot staatlozen en is bedoeld om het aantal mensen in deze situatie te verminderen door hen het recht te geven de nationaliteit te vragen. Andere landen bieden staatlozen gewoonlijk toegang tot basisrechten zoals onderwijs en gezondheid en geven hen een verblijfsvergunning, maar ze blijven staatloos. Brazilië daarentegen biedt de naturalisatie, wat betekent dat deze personen Brazilianen kunnen worden. Als staatlozen geen onmiddellijke naturalisatie willen aanvragen, hebben ze in ieder geval de mogelijkheid om definitief verblijf aan te vragen.

## In film en literatuur
Staatloosheid is een geliefd thema in film en literatuur. Onder andere de film The Terminal (2004) en het boek Het Dodenschip (1926) van B. Traven zijn hierop gebaseerd.